# Pukekura
Ne doit pas être confondu avec Pukekura, une localité juste au sud de Cambridge dans la région de   Waikato.
Ne doit pas être confondu avec Pukekura Park (en) dans New Plymouth, un des terrains à domicile de l’équipe de cricket du Central Districts Stags (en).
La ville de Pukekura est située près du  lac Ianthe (en) dans la région de la West Coast de l’Île du Sud de la Nouvelle-Zélande.

## Situation
La State Highway 6 passe à travers la ville de Pukekura sur son chemin entre la ville de Ross et celle d’Hari hari, et la ville est grossièrement à 35 minutes au sud de la ville d'Hokitika et à 1 heure au nord du Glacier François-Joseph.

## Population
Elle prétend être la plus petite des villes de la West Coast, avec une population de 2 habitants, bien que qu’elle fut plus importante dans le passé.

## Activité économique
Elle était plus importante quand il s’agissait d’une ville de scieries, s’occupant des troncs issus de l’exploitation forestière,qui étaient coupés dans la région au début des années 1950 et jusqu’au milieu des années 1980 et elle s’est maintenant recentrée comme un centre touristique avec une maison des Bushmans , un pub, et des commerces. 
La forêt autour de la ville est maintenant protégée.

## Toponymie
Une traduction possible du nom en langage Māori est la «colline bleue» .